# Джафаров, Селим Абдуллатипович
Селим Абдуллатипович Джафаров (1 июля 1907—1978) — советский тюрколог и кавказовед, доктор филологических наук, профессор Азербайджанского государственного университета, автор более 150 научных работ, десятка монографий и учебников.
По национальности цахур.

## Биография
Родился 1 июля 1907 года в селении Цахур в крестьянской семье, через некоторое время семья переселилась в город Закаталы Закатальского округа. Получил домашнее образование, при этом благодаря отцу хорошо разбирался в теологии, тюркологии, кавказоведении, имел обширные знания по иранистике и арабистике.
С 1931 по 1934 год с Анатолием Генко участвовал в работах по созданию письменности цахурского языка на основе латинской графики. Подготовил преподавательские кадры для цахурских школ, разработал десятки учебников для начальной и семилетней школы, семь учебников изданы. Заложил основы цахурской литературы, включая и детской. Осуществил переводы на цахурский язык произведений А. С. Пушкина, А. В. Кольцова, И. А. Крылова, М. Ю. Лермонтова, Ф. И. Тютчева, Н. А. Некрасова.
После того, как в 1938 году использование цахурской письменности было прекращено, дальнейшие работы Джафарова связаны с тюркологией, отмечается как крупный азербайджанский языковед.
Работал в Бакинском государственном университете, был председателем государственной экзаменационной комиссии в Дагестанском государственном университете. Подготовил десятки кандидатов наук.